# Selah Sue (album)
Albums de Selah Sue
Reason
(2015)
Singles
1. Raggamuffin
Sortie : 7 juin 2010
2. Crazy Vibes
Sortie : 10 février 2011
3. This World
Sortie : 9 mai 2011
4. Summertime
Sortie : 4 novembre 2011

Selah Sue est le premier album studio de Selah Sue, sorti le 7 mars 2011.
L'album s'est classé 1er en Belgique francophone et néerlandophone et a été certifié double disque de platine en France et disque de platine en Pologne.
Un CD bonus, intitulé Rarities, comprenant des inédits et des remixes, a été publié le 5 novembre 2012.

## Liste des titres
| No  | Titre                            | Auteur                                                          | Durée |
| --- | -------------------------------- | --------------------------------------------------------------- | ----- |
| 1.  | This World                       | Sanne Putseys, Pieter Jan Seaux, Louis Favre et Joachim Saerens | 4:45  |
| 2.  | Peace of Mind                    | Putseys et Farhad Samadzada                                     | 4:03  |
| 3.  | Raggamuffin                      | Putseys                                                         | 2:40  |
| 4.  | Crazy Vibes                      | Putseys, Samadzada, Torsten Haas et Fetsum Sebhat               | 3:48  |
| 5.  | Black Part Love                  | Putseys                                                         | 4:03  |
| 6.  | Mommy                            | Putseys                                                         | 3:37  |
| 7.  | Explanations                     | Putseys et Raphael Schillebeeckx                                | 2:47  |
| 8.  | Please (featuring Cee Lo Green)) | Cee Lo Green                                                    | 5:05  |
| 9.  | Summertime                       | Putseys                                                         | 4:41  |
| 10. | Crazy Sufferin Style             | Putseys, Samadzada et Patrice                                   | 4:08  |
| 11. | Fyah Fyah                        | Putseys                                                         | 4:02  |
| 12. | Just Because I Do                | Putseys et Pieter Steeno                                        | 2:53  |

| 13. | I Truly Loved Ya | Putseys | 2:59 |

| 1.  | Fade Away                                              |  |
| 2.  | Raggamuffin (featuring J. Cole)                        |  |
| 3.  | Famous                                                 |  |
| 4.  | On the Run                                             |  |
| 5.  | The More That I                                        |  |
| 6.  | Break                                                  |  |
| 7.  | All I Need From You (featuring Tom Barman et The Subs) |  |
| 8.  | Crazy Vibes (AKS Midnight Edit)                        |  |
| 9.  | Raggamuffin (Bodyspasm Remix)                          |  |
| 10. | Crazy Sufferin Style (Blackjoy Remix)                  |  |